# Rosa laevigata
Rosa laevigata Michx., 1803 è una pianta della famiglia delle Rosacee.
È una specie di rosa spontanea. Talvolta viene chiamata rosa Cherokee perché legata ad una leggenda della tribù Cherokee.

## Etimologia
Il nome "laevigata" deriva dal latino e significa "liscia", "brillante".

## Descrizione
È un arbusto rampicante sempreverde, in grado di raggiungere altezze da 5 a 10 metri.
Le foglie sono lunghe 3-10 centimetri, solitamente divise in tre segmenti (foglioline), a volte cinque, di colore verde brillante.
I fiori hanno un diametro di 6-10 centimetri; ogni fiore è formato da cinque petali bianchi, dentellati in alto e profumati.

## Distribuzione e habitat
La specie è originaria di Cina meridionale, Taiwan e Vietnam.
È stata introdotta in Europa nel 1759 e negli Stati Uniti sud-orientali nel 1780, dove si è rapidamente naturalizzata.

## Curiosità
- Rosa laevigata è l'emblema floreale della Georgia dal 1916.[4]
- La specie viene chiamata Rosa Cherokee perché legata ad una leggenda nata durante un episodio storico, noto come sentiero delle lacrime. La leggenda narra che delle rose sbocciarono, laddove caddero le lacrime delle madri durante la deportazione, con bianchi petali e del giallo al centro del fiore. Ciò simboleggiava l'avidità dell'uomo bianco per l'oro, in riferimento al periodo storico della Corsa all'oro.[2]
- Un episodio della serie tv The Walking Dead è intitolato La rosa Cherokee.